# أباتشي (صاروخ)
إم بي دي إيه أباتشي (بالإنجليزية: MBDA Apache)‏ (/əˈpætʃi/; 
نطق فرنسي: [apaʃ]
)، هو صاروخ جوال مضاد للمدرجات يطلق من الجو . طور في فرنسا، ويصنع من قبل شركة الأسلحة الأوروبية إم بي دي إيه (MBDA).